# Ifs
 For alternative betydninger, se IFS.
Ifs er en kommune i departementet Calvados i regionen Basse-Normandie i det nordvestlige Frankrig.
Indbyggerne kaldes "Ifois". Byen ligger i det sydlige opland til Caen, 5 km fra byen. Byen oplever i øjeblikket en hurtig udbygning og en kraftig vækst i indbyggertallet.

## Transport
- Byen Ifs betjenes af sporvogne fra Caen.
- Motorvejen A88 (under bygning) betjener kommunen.

## Befolkningstal
Befolkningstallet i Ifs var stabilt i 150 år – 719 indbyggere i 1793 og 770 i 1946, men er vokset kraftigt siden slutningen af 1950'erne så der i 2005 boede 10.574 i byen.

## Seværdigheder og monumenter
- Kirken Saint-André (12. og 13. århundrede) hvis klokketårn og sydfacade er fredede
- Rådhuset fra 18. århundrede
- Grave fra 5. århundrede f.Kr. ved La Dronnière.[2]

## = Eksterne kilder/henvisninger
- Wikimedia Commons har flere filer relateret til Ifs
- Byens officielle hjemmeside
- Ifs på l'Institut géographique national Arkiveret 12. marts 2007 hos  Wayback Machine
- Interact'Ifs, Borgerside